# Ясево
Ясево (пол. Jasiewo, нім. Hansfeld) — село в Польщі, у гміні Ґрута Ґрудзьондзького повіту Куявсько-Поморського воєводства.
Населення — 191 особа (2011).
У 1975-1998 роках село належало до Торунського воєводства.

## Демографія
Демографічна структура станом на 31 березня 2011 року:
|          | Загалом | Допрацездатний вік | Працездатний вік | Постпрацездатний вік |
| -------- | ------- | ------------------ | ---------------- | -------------------- |
| Чоловіки | 104     | 16                 | 82               | 6                    |
| Жінки    | 87      | 12                 | 58               | 17                   |
| Разом    | 191     | 28                 | 140              | 23                   |